# Cheile Doftanei
Cheile Doftanei és el nom de l'àrea protegida (lloc d'importància comunitària) situada al territori nord-oest del comtat de Prahova, a Muntènia (Romania).

## Ubicació
L'àrea natural s'estén al nord-oest del comtat de Prahova (a l'àrea de contacte dels subcarpats de Prahova amb les extensions meridionals de les muntanyes de Baiu), ocupant els territoris administratius dels municipis: Brebu, Secăria, Șotrile i Valea Doftanei; i la de la ciutat de Comarnic. El travessa la carretera comarcal DJ102L que uneix la localitat de Seciuri amb la presa de Paltinu; presa (situada a la zona del jaciment) construïda entre 1968 i 1971, a la vall del riu Doftana.

## Descripció
La zona va ser declarada lloc d'importància comunitària per l'Ordre núm. 2.387, de 29 de novembre de 2011 (per la qual es modifica l'Ordre del conseller de Medi Ambient i Desenvolupament Sostenible núm. 1.964/2007, sobre l'establiment del règim d'espais naturals protegits dels llocs d'importància comunitària, com a part integrant de la xarxa ecològica europea Natura 2000 de Romania) i s'estén en una superfície de 2.622 hectàrees.
El lloc és una àrea natural (boscs caducifolis, boscos mixts, pastures de muntanya, camps de paller, penya-segats rocosos, runa) emmarcada a la bioregió alpina a la part sud-est de les muntanyes Baiului i al sud-oest de les muntanyes Grohotișu (subunitats geomorfològiques dels Carpats de la Curvatura) i la conca continental del riu Doftana (Subcarpats de Curvatura).
Aigües avall del llac Paltinul, el riu Doftana va generar les precioses Gorges, que també van donar el nom al lloc, una longitud de 300 metres. Estan excavats en conglomerats, de parets quasi verticals, amb paisatges espectaculars. Tot i que el lloc porta el nom d'aquestes claus, no es troben dins dels seus límits, estant situats a aprox. 1.700 m aigües avall.
La part principal del lloc consta de 4 cucs o «flacs» (nom local): Gâlma Secăriei, Gâlma Seciuri, Gâlma Crăiței i Gâlma Nemernicu o Netrebnicu. Amb l'excepció del pic Nemernicu, que està completament cobert per boscos caducifolis, els altres 3 estan parcialment herbats, tots arrodonits com cúpules d'estil romà d'Orient. Sense estar inclòs en el solar, entre aquests 4 barrancs es troba l'acumulació hidroelèctrica de Paltinu, amb una superfície de 157 ha (els límits del lloc obvien els marges de l'acumulació, la presa i les instal·lacions relacionades). Rep les seves aigües del nord, del riu Doftana i de les valls que provenen de l'est i l'oest - Păltinoasa i Secăria - ambdues parcialment al jaciment. Les altres 2 parts del lloc es troben a la zona del turó, al nord-est del poble de Brebu Mănăstirei. La part mitjana inclou una zona d'islaz a la riba dreta del rierol Lupa (o Purcarul) i una zona amb horts a la riba esquerra, fins a una font salada, anomenada pels locals «La Saramură». La part més petita del jaciment es troba en una zona de l'altiplà de turons, que inclou una esllavissada activa, a la conca del rierol Măluroasa.

## Biodiversitat
Les Gorges de Doftana representen un espai natural amb una gran diversitat florística i faunística, expressada tant a nivell d'espècies com a nivell d'ecosistemes terrestres.
Lloc d'Interès Comunitari (Natura 2000) ROSCI0283 Cheile Doftanei ha estat designat per a la conservació de 10 hàbitats d'interès comunitari per a la conservació (Comunitats de vora amb herbes altes higròfiles de planes a muntanyes i alpines; tipus Luzulo-Fagetum; fagedes dacies; Asperulo-Fagetum). boscos tipus faigs; boscos dacis d'alzines i carpes; boscos de roures i carpes tipus Galio-Carpinetum ; boscos al·luvials d'Alnus glutinosa i Fraxinus excelsior (Alno-Padion, Alnion incanae, Salicion albae); boscos de Tilio-Acerion en vessants pronunciats, enderrocs i barrancs; vessants rocosos amb vegetació casmòfita sobre roques calcàries) que alberguen una diversa gamma de flora i fauna pròpia de la cadena de curvatura dels Carpats.

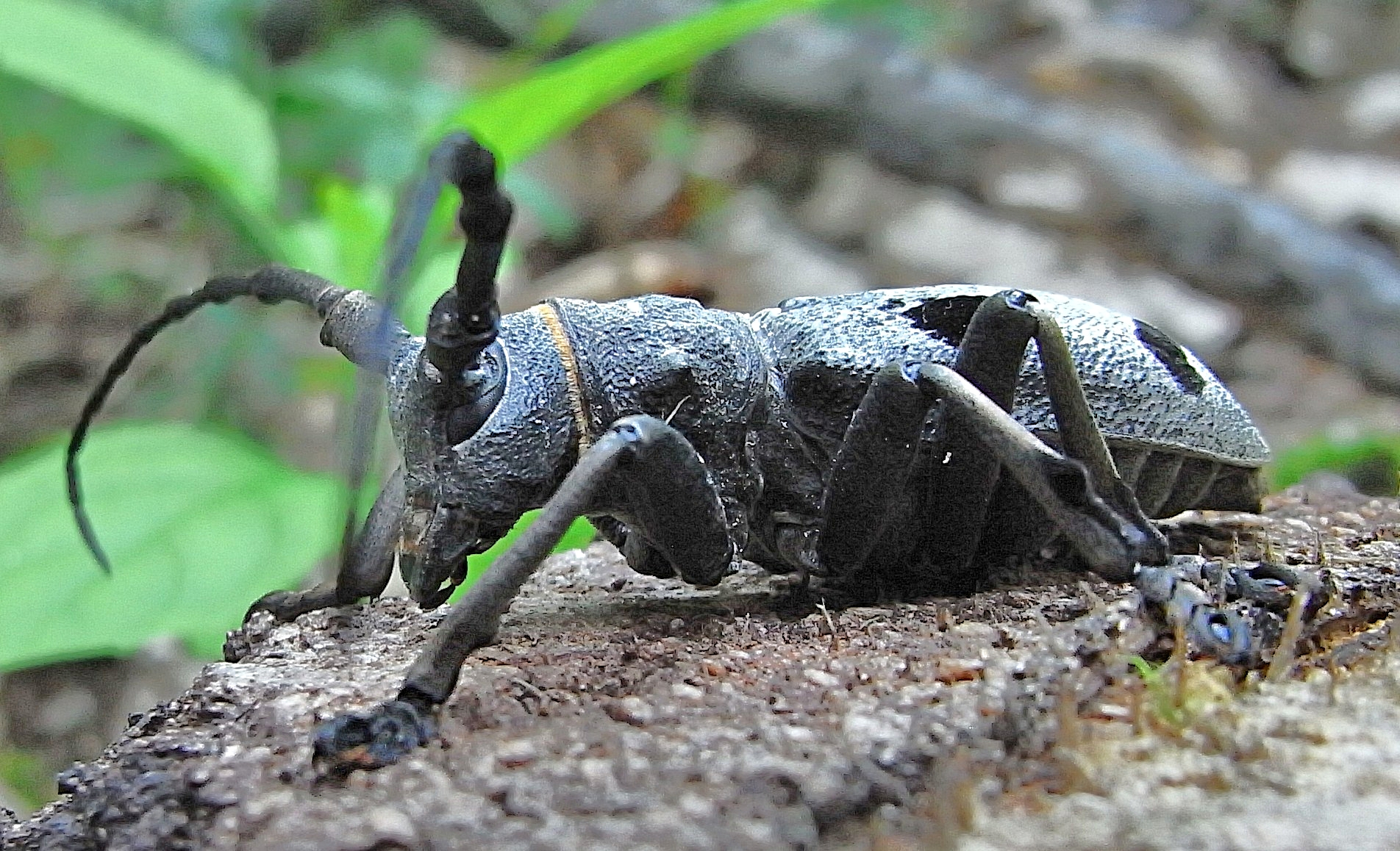
El gran sastre de roure

La designació del lloc es basa en diverses espècies de fauna (mamífers, rèptils, amfibis, insectes) enumerades a l'annex II de la Directiva 92/43/CE del Consell Europeu, de 21 de maig de 1992 (sobre conservació dels hàbitats naturals i de la fauna silvestre i flora). flora silvestre) i a l'annex 3 del GEO 57/2007, o a la llista vermella de la UICN: ós bru (Ursus arctos), cérvol (Cervus elaphus), cérvol (Capreolus capreolus), senglar. (Sus scrofa), la llúdriga (Lutra lutra), la font de panxa groga (Bombina variegata), el tritó crestat (Triturus cristatus), el tritó comú de Transsilvània (Triturus vulgaris), la tortuga aquàtica europea (Emys orbicularis) i el Sastre de roure gris (Morimus funereus).
Entre les espècies vegetals reportades a la zona del jaciment hi ha diverses rareses florístiques (herbes i flors) protegides a nivell europeu per la mateixa Directiva CE 92/43/CE de 21 de maig de 1992: Brachypodium sylvaticum bells (Campanula sibirica), tripa (Chamaecytisus hirsutus), grumolls de roca (Cnidium silaifolium), pantans (Epipactis helleborine) sânziene blanc (Galium mollugo) asperula (Asperula Rumeli), rovell (Asplenium ruta-muraria) arç groc Hippophae rhamnoides), mala herba del vent (Inula ensifolia), aladern (Melica ciliata), falda del «Mar Sant» (Reseda lutea), cua de conill (Sesleria heufleriana), oca colom (Silene nutans ssp. dubia), bosc (Teucrium chamaed), farigola (Thymus pulcherrimus), herba negra (Lembotropis nigricans), herba oliosa (Sedum telephium ssp. maximum).

## Vies d'accés
- La carretera nacional DN1 a la ruta Ploiești - Câmpina - Breaza - Comarnic - la carretera comarcal DJ101S en direcció a Secăria - Teșila - la carretera comarcal DJ102L - Seciuri cap a la presa de Paltinu.

## Monuments i atraccions turístiques
Als voltants del jaciment hi ha diversos objectius d'interès històric, cultural i turístic:
- L'església «St. Petru şi Pavel» del poble de Bertea, construcció del segle xix, monument històric.
- L'església «St. Voievozi» (ruïnes) de Trăisteni, construcció del segle xix, monument històric.
- El conjunt del museu «Casa Reial» Brebu (Església «Sant Miquel i Gabriel» construït entre 1640 - 1650, el campanar i la Casa Reial), que data de l'segle xvii, monument històric.
- George Valentin Bibescu Mansió de Comarnic, construïda l'any 1878, monument històric.
- Presa de Paltinu